# Franciskanermissionerna i Sierra Gorda
Franciskanermissionerna i Sierra Gorda i den mexikanska delstaten Querétaro fick världsarvstatus 2003. De grundades av Junípero Serra ur franciskanorden, som även grundade viktiga missioner i Alta California.
De fem missionerna är: Santiago de Jalpan och Nuestra Señora de la Luz de Tancoyol i Jalpan, Santa María del Agua de Landa och San Francisco del Valle de Tilaco i Landa samt San Miguel Concá i Arroyo Seco.